# Kraven - Il cacciatore
Kraven - Il cacciatore (Kraven the Hunter) è un film del 2024 diretto da J. C. Chandor.
Basata sull'omonimo personaggio di Marvel Comics, è il sesto e ultimo film del Sony's Spider-Man Universe (SSU).

## Trama
Dopo la morte della madre, Sergei Kravinoff e il fratellastro Dmitri, vengono portati dal padre Nikolai con lui, per essere preparati a prendere in mano le sue operazioni di traffico di droga. Durante una battuta di caccia in Africa, Sergei viene ferito gravemente dopo aver protetto il fratello da un leone. In fin di vita, viene trovato da una ragazza di nome Calypso, che, essendo stata preavvertita dalla nonna che sarebbe intervenuta in un incidente e avrebbe dato alla vittima un grande potere, gli dà un siero e chiede soccorso, lasciando dietro di sé una carta dei tarocchi. Quando Nikolai rivela di aver ucciso il leone per dare una lezione ai suoi figli, Sergei, avendo scoperto che i suoi attributi fisici sono diventati animaleschi, si ammala per le azioni del padre e fugge in un santuario nascosto di proprietà della madre in Russia.
Sedici anni dopo, Sergei, ora conosciuto come Kraven, lavora come vigilante eliminando i criminali. Dopo aver ucciso un trafficante d'armi in una prigione russa, Kraven si reca a Londra per il compleanno di Dmitri. Incapace di dormire quella notte, va a fare una passeggiata, portando Dmitri a essere catturato da un gruppo di mercenari. Quando Nikolai si rifiuta di pagare il riscatto, Kraven rintraccia Calypso, ora avvocato, e la convince ad aiutarlo a rintracciare i rapitori di suo fratello.
Nel frattempo, Dmitri viene avvicinato dal capo dei suoi rapitori Aleksei Sytsevich, un mercenario che ha preso parte a un esperimento che gli ha concesso la forza e il corpo di un rinoceronte, proponendogli un'alleanza per rovesciare Nikolai. Scoprendo il legame di Kraven con Dmitri, Aleksei lo attira in un monastero abbandonato in Turchia, ma Kraven sopravvive all'imboscata. Viene quindi avvicinato dallo Straniero, un assassino che usa l'ipnosi oculare per disorientare i suoi bersagli, con un'offerta di uccidere Kraven, avendo studiato i suoi schemi di attacco per anni.
Seguendo Kraven e Calypso nel suo santuario e usando Dmitri come esca, Aleksei e lo Straniero tendono un'imboscata a Kraven quando tenta di ucciderli. Drogandolo con una neurotossina, lo Straniero lo attacca, ma Calypso lo uccide con una balestra e rianima Kraven. Quindi usa una corsa di bufali per intrappolare Aleksei, che, nonostante si trasformi in Rhino e abbia brevemente sopraffatto Kraven, viene ucciso con una lancia.
Scoprendo che Nikolai era colui che aveva rivelato la sua esistenza ad Aleksei, Kraven segue suo padre in una foresta siberiana per avere delle risposte; Nikolai rivela di sapere che Aleksei lo stava prendendo di mira e ha manipolato i suoi figli per rimuoverlo. Kraven si rifiuta di uccidere suo padre ma ruba le sue munizioni in modo che venga ucciso da un orso. Avendo ottenuto abilità di mutaforma dal dottore che ha fatto esperimenti su Aleksei, Dmitri lo scopre e rinnega Kraven, affermando che nonostante le sue affermazioni di essere moralmente superiore, lui e Nikolai erano la stessa cosa: cacciatori di grossa selvaggina alla ricerca del loro prossimo grande trofeo. A casa, Kraven scopre un biglietto di Nikolai insieme a un gilet fatto con la pelle del leone ucciso molto tempo fa, che indossa, accettando le affermazioni di suo fratello.

## Promozione
Il primo trailer del film è stato diffuso il 19 giugno 2023.

## Distribuzione
Inizialmente fissato nelle sale cinematografiche italiane al 5 ottobre 2023 e in quelle nordamericane al 6 ottobre, poi rimandato al 30 agosto 2024, il film è stato distribuito nelle sale italiane dall'11 dicembre 2024 e in quelle nordamericane dal 13 dicembre.

## Accoglienza

### Incassi
Il film è stato un flop commerciale: a fronte di un budget di 130 milioni di dollari, ha incassato 25026310 $ in Nord America e 37050223 $ nel resto del mondo per un totale di 62076533 $.

### Critica
Il film è stato stroncato dalla critica: su Rotten Tomatoes il 15% dei 160 critici lo ha apprezzato, con un voto medio di 4/10; su Metacritic il voto medio di 41 critici è 35/100.

## Riconoscimenti
- 2024 - Razzie Awards
  - Candidatura a Peggior Sceneggiatura a Matt Holloway, Art Marcum, Richard Wenk
  - Candidatura a Peggior Attrice non protagonista a Ariana DeBose
  - Candidatura a Peggior Prequel, Remake, Rip-off o Sequel